# Ofir Davidzada
Ofir Davidzada, né le 5 mai 1991 à Beer-Sheva en Israël, est un footballeur israélien. Il évolue au Maccabi Tel-Aviv.

## Biographie

### En club
Ofir Davidzada dispute 185 matchs en première division israélienne avec le club de l'Hapoël Beer-Sheva, marquant un but.

### En équipe nationale
Ofir Davidzada reçoit 14 sélections avec les espoirs. Il participe avec cette équipe au championnat d'Europe espoirs 2013 organisé dans son pays natal. Lors de cette compétition, il joue un match contre l'Angleterre.
Ofir Davidzada reçoit sa première sélection en équipe d'Israël le 7 septembre 2013, contre l'Azerbaïdjan. Ce match nul 1-1 à Ramat Gan rentre dans le cadre des éliminatoires du mondial 2014.
Il enregistre sa première victoire le 16 novembre 2014, contre la Bosnie-Herzégovine, lors de ces mêmes éliminatoires (victoire 3-0).

## Palmarès
- Champion d'Israël en 2016 avec l'Hapoel Be'er-Sheva